# Schweizer Eishockeymeisterschaft 1921/22
Die Saison 1921/22 war die zwölfte reguläre Austragung der Schweizer Eishockeymeisterschaft. Meister wurde der EHC St. Moritz.

## Hauptrunde

### Serie Ost
| Pl. | Team                    | Sp. | S | U | N | Pkt. |
| --- | ----------------------- | --- | - | - | - | ---- |
| 1.  | EHC St. Moritz          | 2   | 2 | 0 | 0 | 4    |
| 2.  | HC Davos                | 2   | 1 | 0 | 1 | 2    |
| 3.  | Akademischer EHC Zürich | 2   | 0 | 0 | 2 | 0    |

### Serie West

#### Vorrunde
- Genève-Servette HC – HC La Chaux de Fonds 7:1
- HC Genève – Club des Patineurs Lausanne 7:5

#### Halbfinal
- HC Château-d’Oex – Genève-Servette HC 8:0
- HC Rosey Gstaad – HC Genève 15:0

#### Final
- HC Château-d’Oex – HC Rosey Gstaad 3:1

## Meisterschaftsfinal
- EHC St. Moritz – HC Rosey Gstaad 8:2